# Thắng Nhất
Thắng Nhất là một phường thuộc thành phố Vũng Tàu, tỉnh Bà Rịa – Vũng Tàu, Việt Nam.

## Địa lý
Phường Thắng Nhất nằm ở phía bắc thành phố Vũng Tàu, có vị trí địa lý:
- Phía đông giáp phường Rạch Dừa và Phường 10
- Phía tây giáp vịnh Gành Rái và phường Thắng Nhì
- Phía nam giáp Phường 9 và phường Nguyễn An Ninh
- Phía bắc giáp phường Rạch Dừa.

Phường có diện tích 4,40 km², dân số năm 2003 là 20.745 người, mật độ dân số đạt 4.714 người/km².

## Lịch sử
Thời phong kiến, khu vực Thắng Nhất ngày nay từng là lãnh thổ nước Phù Nam và Chân Lạp.
Sau khi thống nhất Đại Việt, lập ra vương triều Nguyễn, hoàng đế Gia Long đã cho lập 3 đạo thủy binh ở bán đảo Vũng Tàu để tiễu trừ nạn cướp biển ở vịnh Gành Rái. Ba đạo quân này được gọi là "thuyền" (sau đọc trại là "thoàn" hay thắng). Sau khi nạn cướp biển được dẹp yên, vua Minh Mạng đã cho giải ngũ lớp lính này và cho họ định cư tại vùng đất mới.
Thắng Nhất xưa là "thuyền" đứng đầu của xứ Vũng Tàu, được hình thành từ đầu thế kỷ XIX, do ông đội Phạm Văn Dinh đứng đầu. Đình Thắng Nhất được lập nên thời Minh Mạng (năm 1822). Tại ngôi tiền hiền có ban thờ các bậc tiền bối có công lập làng, trong đó có ông đội Phạm Văn Dinh.

Vào cuối thế kỷ 19, sách giáo khoa của người Pháp mô tả làng Thắng Nhất như là một thôn ấp đìu hiu, thưa vắng:
"Họ chỉ trồng ít lúa trên các rẻo đất hẹp quanh bưng bàu, bên cạnh nghề đánh bắt cá là chính nhưng không phát triển như làng cá Phước Hải (Đất Đỏ) vì thiếu kinh nghiệm và phương tiện ra khơi. Người dân trồng tỉa một ít khoai đậu trên những mảnh ruộng gầy. Ngoài ra, họ còn bắt những con sò, con hàu ăn trên những tảng đá ven biển… Tại làng Thắng Nhất bấy giờ có 8ha ruộng muối, được khai thác từ năm 1899"
Nhà nghiên cứu Nguyễn Đình Đầu trong bản nghiên cứu địa bạ triều Nguyễn có nói như sau: "Thắng Nhất thuyền ở xứ Rạch Dừa, Đông giáp Phước Tỉnh có động cát làm giới. Tây giáp sông lớn, giáp địa phận thuyền Thắng Nhì, có Giếng Me làm giới. Đất có gò đồi, trong đó mồ mả 1 khoảnh. Rừng hoang 1 khoảnh".
Dưới thời Pháp thuộc, Thắng Nhất là một trong 7 xã thôn thuộc tổng Vũng Tàu, thị xã Cap Saint Jacques.
Nét đặc trưng của Thắng Nhất là cảng cá, vì nằm kế bên Rạch Dừa đổ ra vịnh Gành Rái.
Ngày 22 tháng 10 năm 1956, chính quyền Việt Nam Cộng hòa giải thể thị xã Vũng Tàu, chuyển thành quận Vũng Tàu thuộc tỉnh Phước Tuy mới thành lập. Ngày 30 tháng 1 năm 1957, Nghị định số 6-BNV/HC/NĐ của Bộ Nội vụ ấn định các đơn vị hành chánh tỉnh Phước Tuy. Theo đó, Thắng Nhất là một xã thuộc quận Vũng Tàu.
Ngày 30 tháng 3 năm 1965, Thủ tướng Việt Nam Cộng hòa ban hành Sắc lệnh số 55/SL-NV chia địa phận thị xã Vũng Tàu thành nhiều khu phố. Đến ngày 22 tháng 8 năm 1972, Tổng trưởng Nội vụ chính quyền Việt Nam Cộng Hòa lại ban hành Nghị định số 553-BNV/HCĐP/NĐ, đổi các danh xưng "khu phố" của thị xã thành phường. Theo đó, khu phố Thắng Nhất trở thành phường Thắng Nhất.
Sau năm 1975, Vũng Tàu trở thành thị xã trực thuộc tỉnh Đồng Nai. Ngày 30 tháng 5 năm 1979, đặc khu Vũng Tàu – Côn Đảo được thành lập, Thắng Nhất trở thành một phường thuộc đặc khu.
Trong các năm 1980-1981, Binh đoàn 318 đã cải tạo rừng sú vẹt và đầm lầy hoang hóa bên vịnh Gành Rái thành căn cứ dịch vụ dầu khí.
Ngày 14 tháng 5 năm 1986, Hội đồng Bộ trưởng ban hành Quyết định số 58-HĐBT. Theo đó:
- Sáp nhập 33 tổ dân phố với 4.543 người của phường Thắng Nhất, 5 tổ dân phố với 1.432 người của phường Thắng Tam vào phường Thắng Nhì
- Chia phường Thắng Nhì thành 4 phường lấy tên là Phường 5, Phường 6, Phường 7 và Phường 9
- Đổi tên phần còn lại của phường Thắng Nhất thành Phường 10.

Ngày 12 tháng 8 năm 1991, đặc khu Vũng Tàu - Côn Đảo giải thể, Phường 9 trực thuộc thành phố Vũng Tàu, tỉnh Bà Rịa - Vũng Tàu.
Ngày 9 tháng 12 năm 2003, Chính phủ ban hành Nghị định 152/2003/NĐ-CP. Theo đó, thành lập phường Thắng Nhất trên cơ sở 440,04 ha diện tích tự nhiên và 20.745 người của Phường 9.
Như vậy, phường Thắng Nhất hiện nay là một phần nhỏ của phường Thắng Nhất trước kia.

## Chính trị
Hội đồng Nhân dân và Ủy ban Nhân dân phường là hai cơ quan quyền lực Nhà nước ở địa phương này. Trong đó, Hội đồng nhân dân hiện tại là hội đồng nhân dân khóa 2021-2026, được bầu tại kỳ bầu cử Quốc hội khóa XV. Đứng đầu hội đồng nhân dân là Chủ tịch Hội đồng nhân dân. Trước đó, từ năm 2008 đến 2016, phường này không có hội đồng nhân dân, do thực hiện thí điểm không tổ chức hội đồng nhân dân.

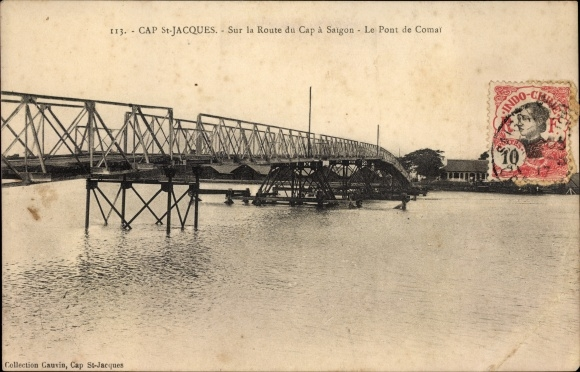
Cầu Cỏ May in trên bưu thiếp năm 1917

Ủy ban Nhân dân là cơ quan chấp hành của Hội đồng nhân dân. Đứng đầu cơ quan này là Chủ tịch ủy ban nhân dân.
Về mặt Đảng, Đảng ủy phường Thắng Nhất là cơ quan lãnh đạo của Đảng Cộng sản Việt Nam tại địa phương.
Trụ sở Đảng ủy, Hội đồng nhân dân và Ủy ban nhân dân phường Thắng Nhất đặt tại số 1 Nguyễn Hữu Cảnh.

### Bầu cử
Ở cấp tỉnh, phường Thắng Nhất thuộc đơn vị bầu cử số 3, gồm các phường 11, 12, Thắng Nhất và xã Long Sơn, bầu ra 5 đại biểu cho Hội đồng nhân dân tỉnh Bà Rịa - Vũng Tàu.
Ở cấp thành phố, phường nằm trong đơn vị bầu cử số 4, cùng với phường 9, bầu ra 5 đại biểu cho Hội đồng nhân dân thành phố Vũng Tàu.

## Phân khu
Phường Thắng Nhất được chia thành 12 khu phố, đánh số từ 1 đến 12.

## Hạ tầng
Trên địa bàn phường Thắng Nhất có 3 trường tiểu học và 1 trường Trung học cơ sở:
- Trường tiểu học Chí Linh
- Trường tiểu học Thắng Nhất
- Trường tiểu học Nguyễn Hữu Cảnh
- Trường THCS Thắng Nhất

Trên địa bàn có 1 chợ truyền thống là Chợ Thắng Nhất nằm trên đường 30 tháng 4.

### Tôn giáo
Đình thần Thắng Nhứt là cơ sở thờ tự truyền thống của làng Thắng Nhất xưa, nằm trên địa bàn phường.